# Carmine Abate

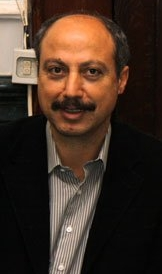
Carmine Abate (2008)

Carmine Abate (geboren 24. Oktober 1954 in Carfizzi) ist ein italienischer Schriftsteller.

## Leben
Carmine Abate stammt aus einer Familie der Arbëresh, einer alteingesessenen albanischen ethnischen Minderheit. Abate wuchs in der Provinz Crotone auf und studierte Literatur an der Universität Bari. 1977 veröffentlichte er seinen ersten Gedichtband. Abate arbeitete als Lehrer in einer Schulklasse für Migrantenkinder in Hamburg, wohin sein Vater als Arbeitsmigrant gezogen war. Zusammen mit Meike Behrmann veröffentlichte er 1984 in deutscher Sprache Die Germanesi, ein Band Erzählungen aus dem Leben italienischer Arbeitsmigranten. Das Buch wurde mit dem Titel I Germanesi, storia e vita di una comunità calabrese e dei suoi emigranti auch ins Italienische übersetzt.
Nach zehn Jahren zog Abate zurück nach Italien und lebt seither in Besenello im Trentino.
Abate wurde mit verschiedenen Literaturpreisen ausgezeichnet, darunter 2012 mit dem Premio Campiello und 2016 mit dem Premio Stresa.
2013 wurde er zum Ehrenbürger von Crotone ernannt.

## Werke (Auswahl)
- Nel labirinto della vita. Lyrik. Juvenilia, Rom 1977
- Beitrag in: Giuseppe Giambusso (Hrsg.): Wurzeln, hier : Gedichte ital. Emigranten = Le radici, qui. Grafiken von Franco Maldera. Edition CON, Bremen 1982, ISBN 9783885260554
- Den Koffer und weg! : Erzählungen. Übersetzung Meike Behrmann. Neuer Malik, Kiel 1984
- mit Meike Behrmann: Die Germanesi : Geschichte und Leben einer süditalienischen Dorfgemeinschaft und ihrer Emigranten. Nachwort Norbert Elias. Campus, Frankfurt/Main 1984, ISBN 978-3-593-33400-4
  - I Germanesi, storia e vita di una comunità calabrese e dei suoi emigranti. Übersetzung ins Italienische. Pellegrini, Cosenza 1986
- (Hrsg.): In questa terra altrove. Testi letterari di emigrati italiani in Germania. Pellegrini, Cosenza 1987
- Il ballo tondo. Roman. Marietti, Genua 1991
  - Der Reigen. Übersetzung Giuseppe de Siati. Neuer Malik, Kiel 1993, ISBN 978-3-89029-072-0 (auch: Der Hochzeitstanz)
- Dimore. Pellegrini, Cosenza 1992
- Di noi. Pellegrini, Cosenza 1992
- Il muro dei muri. Erzählungen. Argo, Lecce 1993, ISBN 88-86211-08-2
  - Lisa und die nahe Ferne : Erzählungen. Übersetzung Meike Behrmann. Ed. Kappa, München 1999, ISBN 978-3-932000-37-9
- Shtegtimi i unazës. Dukagjini, Pejë 1994.
- Terre di andata. Lyrik. Argo, Lecce 1996, ISBN 88-86211-71-6
- La moto di Scanderbeg. Roman. Fazi, Rom 1999, ISBN 88-8112-097-6
  - Der Geschmack wilder Feigen : Roman. Übersetzung Ulrich Hartmann. Piper, München 2001, ISBN 978-3-492-04298-7
- Tra due mari. Roman. Mondadori, Mailand 2002, ISBN 88-04-50062-X
  - Zwischen zwei Meeren : Roman. Übersetzung Esther Hansen. Aufbau, Berlin 2014, ISBN 978-3-351-03410-8
- La festa del ritorno. Roman. Mondadori, Mailand 2004, ISBN 88-04-52759-5
- Il mosaico del tempo grande. Roman. Mondadori, Mailand 2006, ISBN 88-04-54470-8.
- Gli anni veloci. Roman. Mondadori, Mailand 2008, ISBN 978-88-04-57362-3.
- Vivere per addizione e altri viaggi. Erzählungen. Mondadori, Mailand 2010, ISBN 978-88-04-58541-1.
- La collina del vento. Roman. Mondadori, Mailand 2012, ISBN 978-88-04-60876-9
  - Der Hügel des Windes : Roman. Übersetzung Esther Hansen. Aufbau, Berlin 2013, ISBN 9783841206329
- Il bacio del pane. Roman. Mondadori, Mailand 2013, ISBN 978-88-04-62927-6
- La felicità dell’attesa. Roman. Mondadori, Mailand 2015, ISBN 978-88-04-65803-0
- Ich lebe nach dem Additionsprinzip. Übersetzung Meike Behrmann. In: NZZ, 27. Januar 2018, S. 21
- Le rughe del sorriso. Roman. Mondadori, Mailand 2018, ISBN 978-88-04-70220-7
- Il cercatore di luce. Roman, Mondadori, Mailand 2021, ISBN 978-88-04-73739-1
- Un paese felice. Roman. Mondadori, Mailand 2023, ISBN 978-88-04-76120-4